# زمین‌لرزه ۱۹۶۳ اسکوپیه
زمین‌لرزه اسکوپیه  در تاریخ ۲۶ ژوئیه ۱۹۶۳ میلادی، برابر با ‎۴ مرداد ۱۳۴۲ در مقدونیه ، منطقه اسکوپیه رخ داد. ژرفای این زلزله ۶ کیلومتر بود. بزرگی آن ۶٫۱ در مقیاس Mw اعلام شده‌است.

## نگارخانه

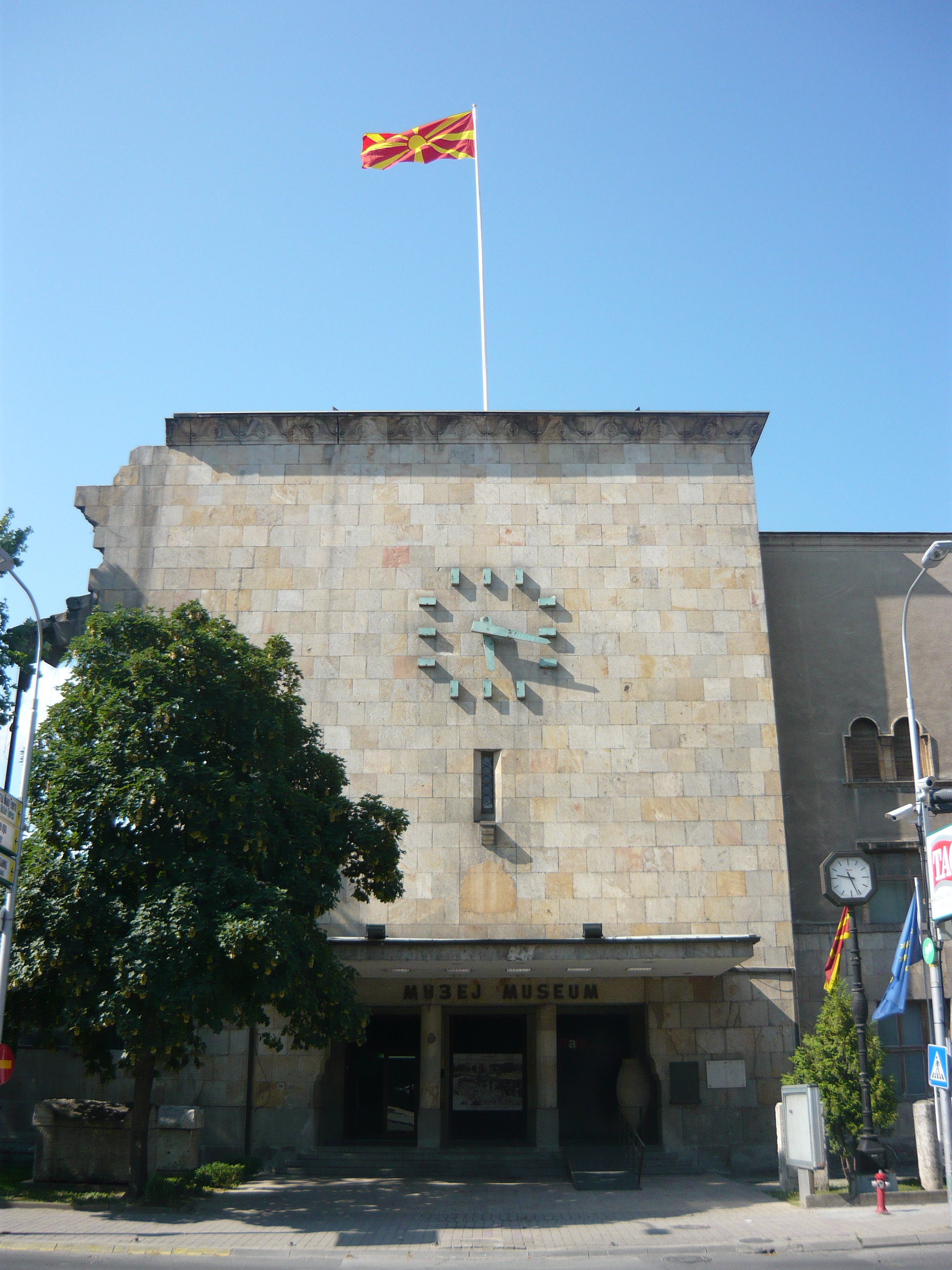
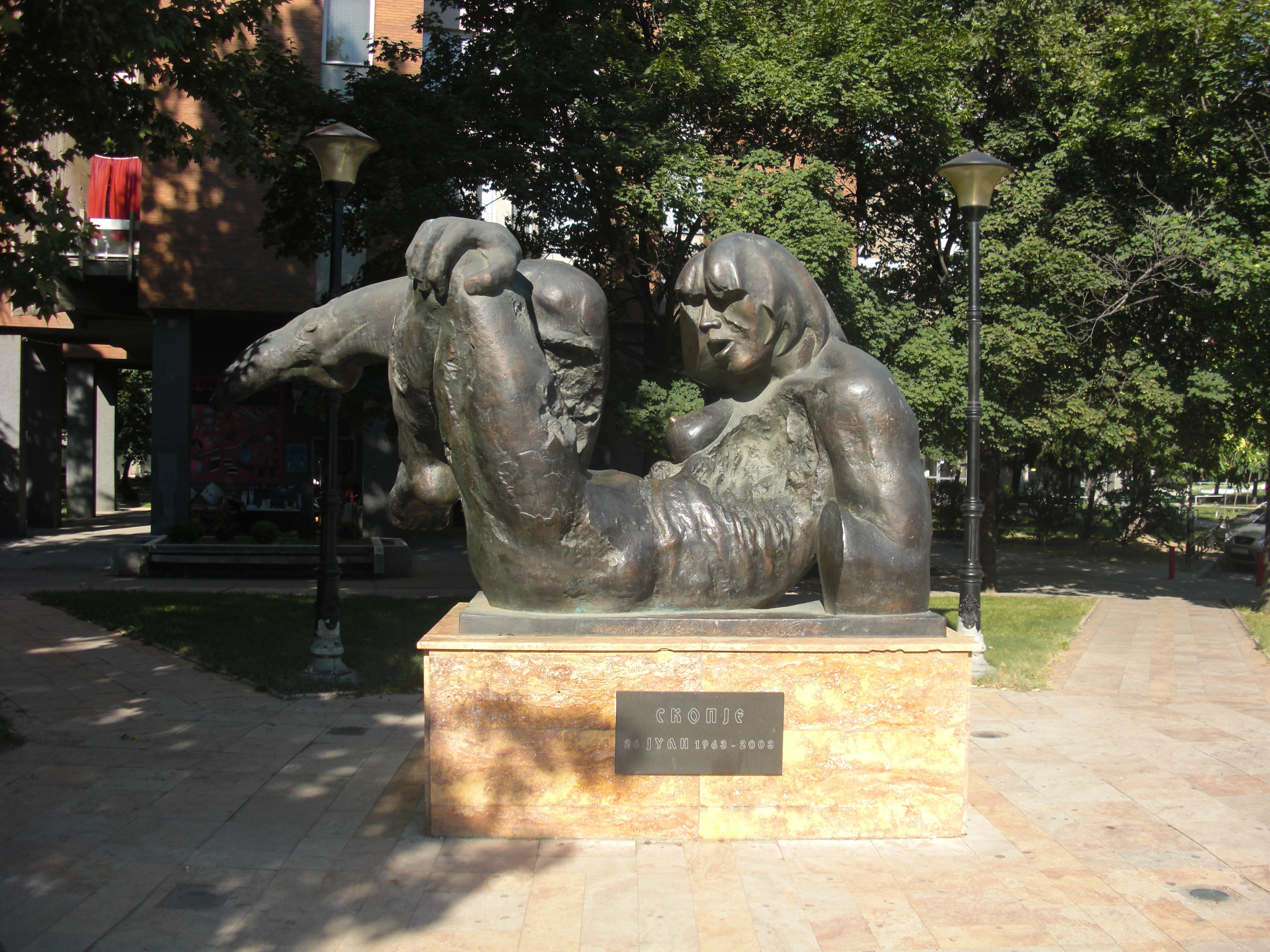
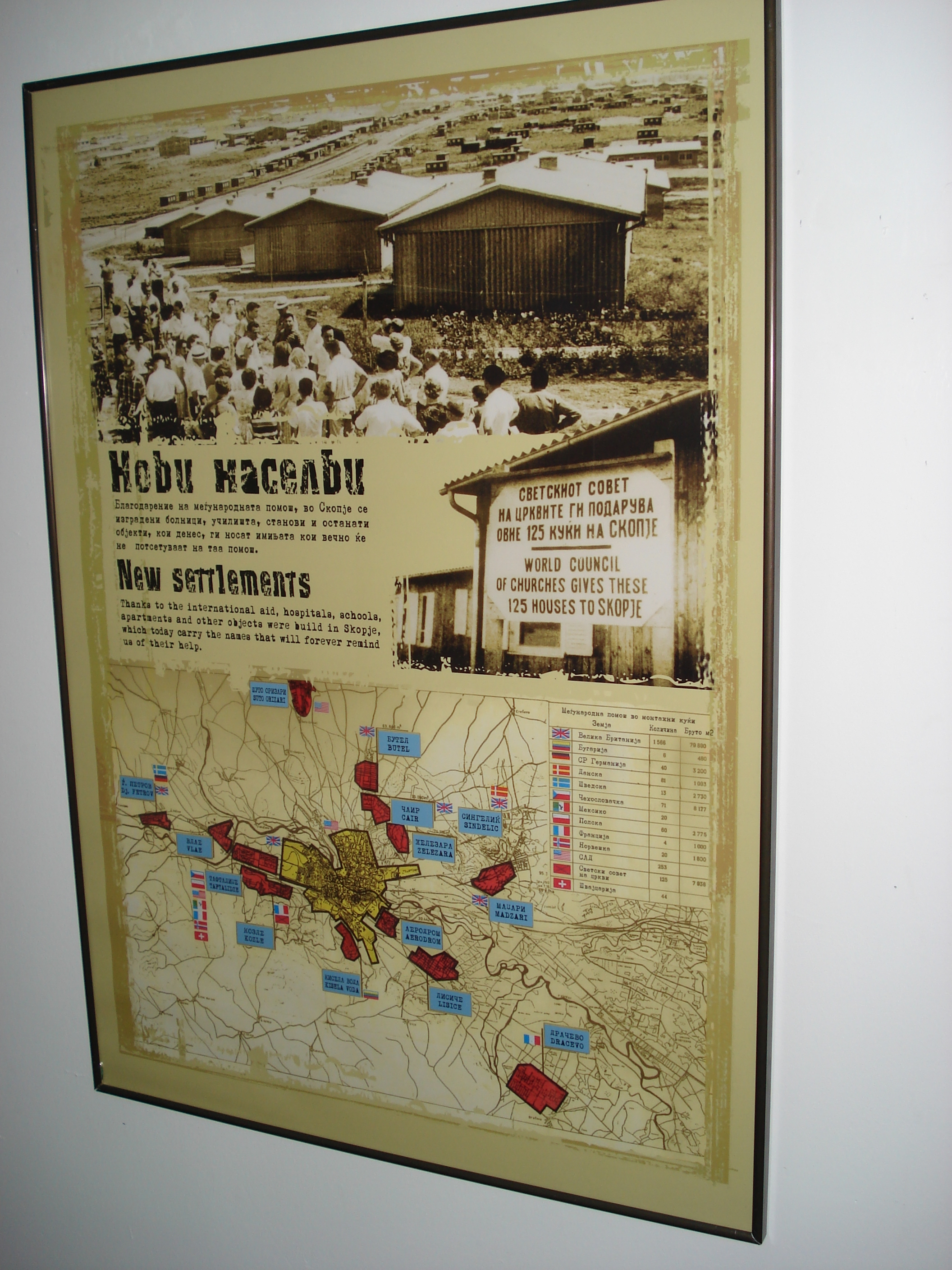
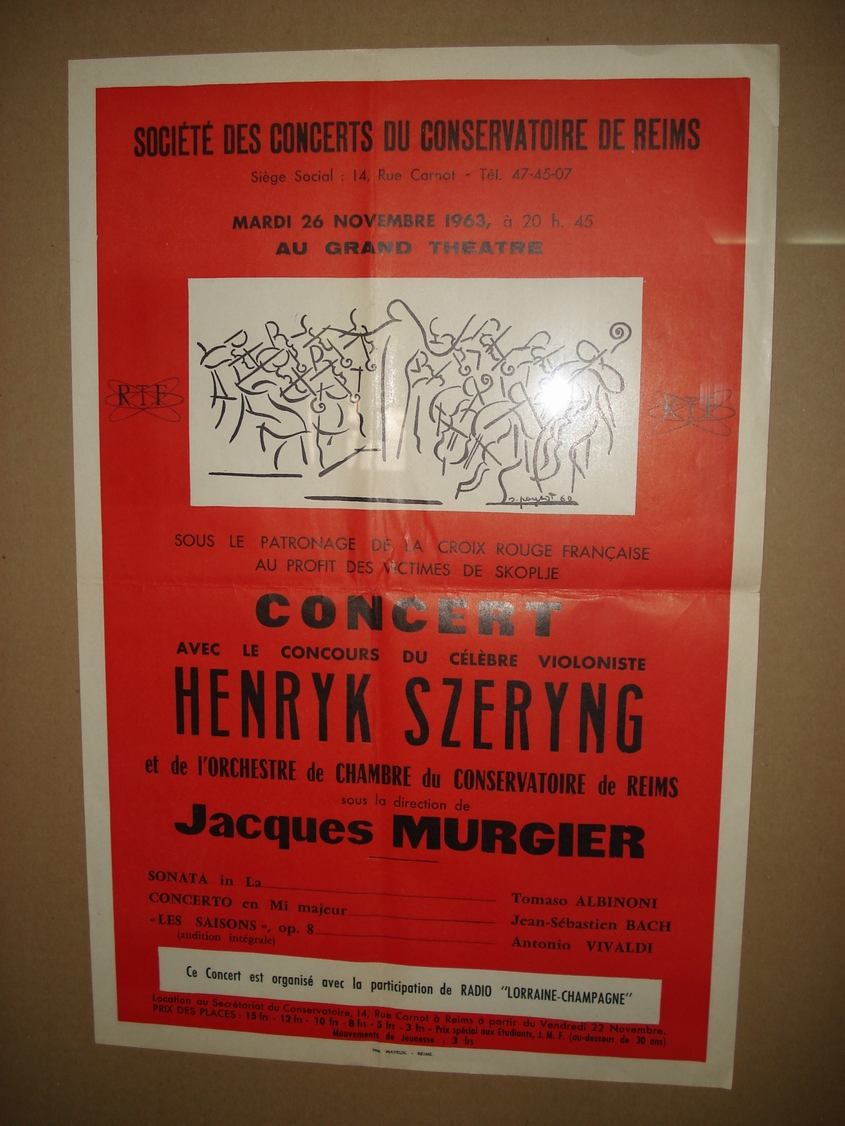
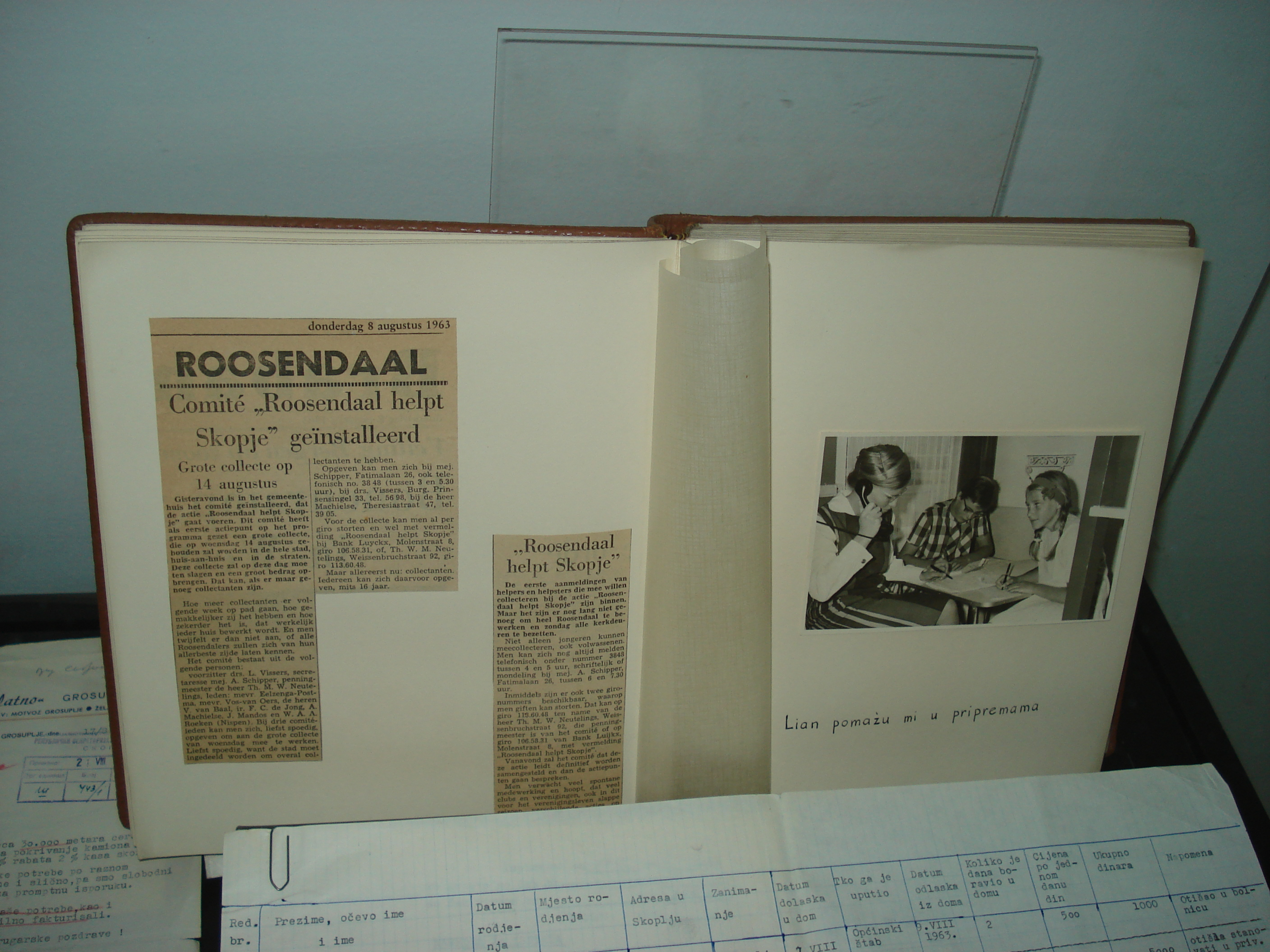